# Цілинні водоохоронні землі
Цілинні водоохоронні землі — ботанічний заказник місцевого значення. Об'єкт розташований на території Кам'янсько-Дніпровського району Запорізької області, околиця село Велика Знам'янка.
Площа — 7 га, статус отриманий у 1980 році.
Статус надано з метою збереження місць зростання лікарських рослин. Охороняється цілинна ділянка, де зростають череда, чистотіл, чебрець, полин, подорожник